# Carlos Madeira Cacho
Carlos Ferreira Madeira Cacho (Golegã, 24 de Setembro de 1919 — Lisboa, 14 de Agosto de 1976) foi um físico nuclear português do século XX.

## Início da Carreira
Iniciando-se nos estudos liceais em Lisboa, é em Santarém que os viria a terminar, onde cedo se destaca como um dos melhores alunos.
Começa, depois, a leccionar aulas no Colégio de Santa Margarida, à medida que prossegue nos estudos. Conclui, pois, a licenciatura em Ciências Físico-Químicas pela Faculdade de Ciências da Universidade de Lisboa.

## Carreira
Torna-se, enfim, assistente da instituição que frequentara anteriormente.
É em 1949, que sai do país para ser bolseiro do Instituto de Alta Cultura para a Universidade de Chicago, trabalhando durante quase quatro anos no Instituto Enrico Fermi, mais propriamente no laboratório de Luis Alvarez.
Frequentou, depois, durante dois anos, a partir de 1954, a Universidade de Oxford, novamente como bolseiro do Instituto de Alta Cultura.
É, nesta altura, que conhece e contacta com Albert Einstein. Vai-se, também, tornando cada vez mais reconhecido nos domínios da Física Nuclear.
Regressa finalmente a Portugal, em 1956. Com as habilitações que dispõe, torna-se Director-Geral da Junta de Energia Nuclear.
Trabalha com um grupo de trabalho num projecto relativo à fábrica de combustível nuclear, projecto que, concluído, foi posto de lado.
Representou Portugal em diversas Organizações, como a Agência Internacional de Energia Atómica, Organização das Nações Unidas para a Educação, a Ciência e a Cultura, Agência Europeia de Energia Nuclear, Sociedade Europeia de Energia Nuclear, Organização para a Cooperação e Desenvolvimento Económico, entre outras.